# ウラジーミル・クリショフ
ウラジーミル・グリゴリエヴィチ・クリショフ (ロシア語: Владимир Григорьевич Кулишов、1957年7月20日～）は、ロシアの上級大将で2013年4月11日からロシア連邦保安庁（FSB）第一次官とロシア国境軍（国境警備隊）司令官を務めている。

## 伝記
1957年7月20日にロストフ州で生まれる。
1979年、キエフ民間航空技術者大学を卒業し、第412ロストフ民間航空機工場で勤務。
1982年8月、F.E.ジェルジンスキー名称高等学校（現ロシア連邦保安庁アカデミー）を卒業し、国家治安機関で勤務してきた。
2000年以降、FSB中央局で勤務。
2003年7月以降、FSBサラトフ州支局長に就任。
2004年、FSB第2局テロ対策部門第1次官、その後FSBチェチェン共和国支局長に就任。
2008年8月から2013年3月まで、クリショフはFSB次官と国家対テロ委員会首席補佐官を務めた。
2013年3月、タス通信とRIAノーボスチは、クリショフがFSB第一次官（国境軍司令官）に任命されたことを初めて報じた。クリショフは4月11日に正式に着任した。

## 制裁
2022年10月6日、ロシアのウクライナ侵攻を背景に、欧州連合（EU）は、クリショフが「ウクライナの領土一体性、主権、独立を損なう、あるいは脅かす行為や政策を支援し、実行している」としてEUの制裁リストに加えた。 EUは、クリショフの指揮下で、ロシア国境軍の職員が組織的な「濾過」作戦とウクライナ占領地からのウクライナ人の強制送還に加わり、さらにロシア国境軍はウクライナ国民を不法に長時間の尋問、検査、拘禁にさらしたと指摘した。
クリショフは、スイス、カナダ、オーストラリア、ニュージーランドの制裁リストにも加えられている。

## 私生活
妻のインガ・レオニドヴナ・クリショヴァはモスクワに在住して働いている。夫婦には2人の息子と1人の娘がいる。